# José Gómez Gayoso
José Gómez Gayoso [alias Juan, Carlos y López] (Maceda, 28 de abril de 1909 - Campo de la Rata, La Coruña, 6 de noviembre de 1948) fue un maestro y político comunista español, miembro de la guerrilla antifranquista, ejecutado mediante garrote vil durante la dictadura franquista.

## Biografía
Durante la Segunda República, Gómez Gayoso residía en Vigo, donde desempeñó el cargo de secretario general del Partido Comunista de España (PCE). Al estallar la sublevación militar que inició la Guerra Civil, se encontraba en Madrid, y participó activamente en el conflicto, luchando en distintos frentes contra las fuerzas sublevadas. Durante la guerra, fue comisario político en diversas unidades republicanas y viajó a la Unión Soviética para recibir formación militar.
Al finalizar la guerra y con la instauración del régimen franquista, Gómez Gayoso pasó un tiempo exiliado en Cuba tras una breve estancia en la República Dominicana. Desde su exilio, intentó regresar a España en varias ocasiones, incluido un intento fallido desde Estados Unidos. Finalmente, en 1944 logró volver a Madrid desde Buenos Aires. Allí recibió instrucciones del PCE para trasladarse a Galicia y asumir la dirección del partido en la región, con el objetivo de reorganizar la guerrilla antifranquista en Galicia y establecer una estructura de resistencia comunista.
En Galicia, Gómez Gayoso lideró junto a Antonio Seoane Sánchez un grupo de guerrilleros del PCE, que se destacó por su actividad hasta finales de 1947. Su objetivo era fortalecer la resistencia antifranquista en la región, colaborando con la comunidad local y organizando una serie de operaciones de sabotaje y resistencia. En 1948, tras ser delatado por un desertor, Gómez Gayoso fue arrestado junto a Seoane y otros dos guerrilleros después de un tiroteo en el que resultó gravemente herido. Fue juzgado en un juicio sumarísimo y condenado a muerte, siendo ejecutado por garrote vil en el Campo de la Rata en La Coruña el 6 de noviembre de ese año.
El poeta Rafael Alberti homenajeó a Gómez Gayoso y a otros guerrilleros en su poema Héroes caídos de la Resistencia Española, donde recuerda su lucha y sacrificio por la libertad:

{...}
Ahora yo quiero nombrar,

no mi nombre, porque el mío

es como el de los demás.

¿A quién nombraré primero?

Nadie es segundo en mi lengua

cuando es de acero el acero

Si uno es glorioso, en glorioso

al otro no hay quien le gane.

Si digo Gómez Gayoso,

ya estoy diciendo Seoane.

Canto fuerte, camaradas,

compañeros, canto fuerte,

aunque esta copla es de muerte

sin la garganta apretada.

¡Sangre de Gómez Gayoso,

sangre pura, sangre brava,

sangre de Antonio Seoane,

de Diéguez, de Larrañaga,

de Roza, Cristino y Vía,

valles de sangre, montañas!

(...)